# NT Heung Yee Kuk Yuen Long District Secondary School
NT Heung Yee Kuk Yuen Long District Secondary School is een middelbare school in Yuen Long, Hongkong. De school werd in 1967 opgericht door NT Heung Yee Kuk en twee jaar later verhuisd naar het huidige gebouw. Het is de enige gemengde middelbare school in Yuen Long en een van de vijf Engelstalige middelbare scholen.
De school heeft 60 medewerkers en 1200 studenten. De huidige directrice is Lam-Ka-Yiu (林家耀).

## Bekende oud-leerlingen
- Sunny Chan Kam-Hung